# 近藤恒次
近藤 恒次（こんどう つねじ、1910年8月22日 - 1978年8月16日）は、愛知県豊橋市中柴町出身の教育者・郷土史家。文学博士（東洋大学、1972年）。

## 経歴

### 学生時代
1910年に豊橋市中柴町に生まれた。建具商である近藤宇一の長男であり、生家は大手通りから諏訪神社に曲がる角にあった。松山尋常小学校（現・豊橋市立松山小学校）、愛知県豊橋中学校（現・愛知県立時習館高等学校）を卒業。教員志望だったため、1928年（昭和3年）には東洋大学専門部倫理学東洋文学科に入学し、1931年（昭和6年）に卒業した。

### 教員として
1934年（昭和9年）に花田尋常小学校（現・豊橋市立花田小学校）代用教員となったのが教職の始まりである。豊橋市立商業学校（現・愛知県立豊橋商業高等学校）、豊橋市立工業学校（現・愛知県立豊橋工業高等学校）、愛知県立時習館高等学校の教員を務め、1971年（昭和46年）に時習館高校で定年を迎えた。豊橋市立工業学校時代の1945年（昭和20年）8月には、豊川海軍工廠の空襲で教え子を7人失い、自らも命の危機に直面した。この経験から後には『学徒動員と豊川海軍工廠』を執筆している。

### 郷土史家として
豊橋中学校時代には羽田野敬雄関係の古文書を父親から与えられた。教壇に立つ傍らで郷土史家としても活動し、1935年（昭和10年）頃から船町在住の郷土史家である佐藤閑翠に師事した。1943年（昭和18年）の『東三河産業功労者伝』は近藤が編集したとされる。1950年（昭和25年）からは愛知大学綜合郷土研究所員。1956年（昭和31年）には『三河文献総覧』で豊橋文化賞を受賞した。
1972年（昭和47年）には『東海道新居関所の研究』で東洋大学から文学博士号を授与された。1970年代から1980年代に刊行された『豊橋市史』の編集委員を務めた。その他には豊橋市文化財保護審議会委員、宝飯地方史資料編集委員などを歴任した。1978年（昭和53年）8月16日に死去した。膨大な資料は豊橋市中央図書館に「橋良文庫」として残っている。

## 著書
- 1940年『明治初期に於ける豊橋地方の初等教育』 - 処女作。東京教育大学でテキストとして使用された。
- 1956年『三河文献綜覧』 - 豊橋文化賞を受賞。
- 『学徒動員と豊川海軍工廠』
- 1972年『東海道新居関所の研究』 - 東洋大学から文学博士号を授与される。
- 1979年『時習館史』 - 遺作。